# Desabamento em Paulista
O desabamento em Paulista se refere ao desabamento parcial de um prédio na cidade de Paulista, em Pernambuco, no dia 7 de julho de 2023. Houve 14 mortos e 7 feridos. Foi noticiado internacionalmente.

## Desabamento
O prédio fazia parte do Conjunto Beira-Mar, no bairro do Janga, em Paulista, cidade da Região Metropolitana do Recife. O desabamento ocorreu por volta das 6h30 do dia 7 de julho de 2023. Por volta desse horário, os bombeiros foram chamados. Em nota, a Prefeitura de Paulista disse que "o imóvel estava interditado desde o ano de 2010 e foi reocupado por grupos de sem-teto". Entretanto, a gestão não informou há quanto tempo as famílias ocupavam o imóvel irregularmente nem o motivo da interdição.
O trabalho do Corpo de Bombeiros se iniciou por volta das 7h do dia 7 de julho. Cerca de 50 profissionais participavam das buscas, com ajuda de voluntários. Após 35 horas de busca ininterruptas, no dia 8, o Corpo de Bombeiros encerrou seu trabalho. Foram contabilizadas 14 mortes e 7 feridos, e 4 animais foram resgatados. A identidade das vítimas foram reveladas no dia 9. Oito mortos são do sexo masculino, e seis são do sexo feminino, sendo uma delas mulher trans. A vítima mais jovem foi uma criança de cinco anos, enquanto a mais velha tinha 45.
Diversos políticos de Pernambuco lamentaram o ocorrido, incluindo a governadora Raquel Lyra, e a prefeitura de Paulista decretou luto oficial de três dias.

### Óbitos
Lista de acordo com a Secretaria de Defesa Social.
| - Marcela das Neves dos Santos, 42 - Walacy Santana dos Santos, 10 - Maria Flor Correia dos Santos Dias, 6 - José Celino da Mota Neto, 40 - Josuel Ramos da Silva, 45 - Emanuel Guilherme Mizael, 12 - Ester Vitória França Mizael, 5 |  | - Pedro Thael Guilherme Misael, 8 - Maria da Conceição Mendes da Silva, 43 - Deyvison Soares da Silva, 19 - Diogo Soares da Silva - David Soares da Silva, 17 - Matheus Oliveira de Albuquerque, 21 - Joseane Darc Nascimento de Lucena, 37 |